# B Lake
B Lake är en sjö i Kanada.   Den ligger i distriktet Sudbury och provinsen Ontario, i den sydöstra delen av landet, 500 km nordväst om huvudstaden Ottawa. B Lake ligger 371 meter över havet. Den ligger vid sjöarna  Helen Lake Mesomikenda Lake och Tahill Lake.
I omgivningarna runt B Lake växer i huvudsak blandskog. Trakten runt B Lake är nära nog obefolkad, med mindre än två invånare per kvadratkilometer.